# Опёнышев, Сергей Павлович
Сергей Павлович Опёнышев (род. 3 января 1949 года, Родино, СССР) — депутат Государственной Думы I созыва, кандидат экономических наук. Член Совета Федерации (2001—2004).

## Краткая биография
Сергей Павлович Опёнышев родился 3 января 1949 года в селе Родино Алтайского края.
Окончил Славгородский сельскохозяйственный техникум по профессии агронома. Также окончил Российскую академию народного хозяйства и государственной службы при президенте Российской Федерации по профессии государственное и региональное управление финансами.
В 1993 году был избран депутатом Государственной думы РФ первого созыва, входил в состав фракции АПР. Входил в состав комитета по делам Федерации и региональной политике.